# Luiz Carlos Pereira
Luiz Carlos Pereira (født 6. marts 1960) er en tidligere brasiliansk fodboldspiller.
Han har spillet for flere forskellige klubber i sin karriere, herunder Verdy Kawasaki og Consadole Sapporo.